# Flemming Wisborg
Flemming Wisborg (1943) va ser un ciclista danès. El seu principal èxit fou la medalla d'or al Campionat del món en contrarellotge per equips de 1966.

## Palmarès
- 1966
  -  Campió del món en contrarellotge per equips (amb Jørgen Hansen, Verner Blaudzun i Ole Højlund Pedersen)